# Landesklasse Saar 1946
Die Landesklasse Saar 1946 war eine von der französischen Militärregierung genehmigte Spielklasse für saarländische Fußballvereine, die zwischen dem 17. Februar 1946 und dem 28. Juli 1946 im Ligasystem mit zwölf Mannschaften ausgespielt wurde und die höchste Amateurklasse darstellte. Zusammengesetzt wurde die Klasse aus den Bezirksligen Stand 1939. Die vor dem Krieg in der Gauliga Westmark gestarteten Vereine 1. FC Saarbrücken und VfB Neunkirchen nahmen an der Oberliga Südwest, Nordgruppe Saar-Pfalz-Hessen, teil.

## Abschlusstabelle Landesklasse
| Pl. | Verein                 | Sp. | Tore    | Quotient | Punkte |
| --- | ---------------------- | --- | ------- | -------- | ------ |
| 1.  | TSV Dudweiler          | 22  | 61:26   | 2,35     | 36:80  |
| 2.  | SV Saarbrücken         | 22  | 68:23   | 2,96     | 32:12  |
| 3.  | SV Preußen Merchweiler | 22  | 72:41   | 1,75     | 32:12  |
| 4.  | TuS Burbach            | 22  | 45:31   | 1,45     | 25:19  |
| 5.  | SV Homburg             | 22  | 50:41   | 1,22     | 25:19  |
| 6.  | FC Ensdorf             | 22  | 76:48   | 1,58     | 23:21  |
| 7.  | SuSG Völklingen        | 22  | 53:46   | 1,15     | 20:24  |
| 8.  | SV St. Ingbert         | 22  | 48:42   | 1,14     | 20:24  |
| 9.  | Spvgg Mittelbexbach    | 22  | 38:61   | 0,62     | 16:28  |
| 10. | Rot-Weiß Sulzbach      | 22  | 25:46   | 0,54     | 14:30  |
| 11. | FV Quierschied         | 22  | 38:73   | 0,52     | 14:30  |
| 12. | SC Roden               | 22  | 022:116 | 0,19     | 07:37  |

Der SV Güdingen zog vor Rundenbeginn zurück.
Aufstiegsspiele zur Ehrenklasse 1946/47

Die 6 Meister der Kreisklasse 1 (Stand 1939) ermitteln in zwei Dreiergruppen die Aufsteiger:
- SV Ludweiler (Aufsteiger)
- SV 08 Bous
- SV Wendalina St. Wendel

-
- SC Blieskastel (Aufsteiger)
- SV Ottweiler
- TuS Jägersfreude

(Auslosung der Gruppen und Spiele am 24. August 1946)